# Waking Up in Silence
Waking Up in Silence ist ein deutsch-ukrainischer Kurzfilm in dokumentarischer Form unter der Regie von Mila Schluktenko und Daniel Asadi Faezi aus dem Jahr 2023. Der Film feierte am 20. Februar 2023 auf der Berlinale seine Weltpremiere in der Sektion Generation.

## Handlung
Geflüchtete aus der Ukraine sind in einer ehemaligen Kaserne der deutschen Wehrmacht untergebracht. Die Kinder finden beim Spielen militärische Symbole aus der Vergangenheit, sodass sich ihre eigene Geschichte und die der Gebäude immer wieder kreuzen. Deutsche Geschichte und Gegenwart werden durch die Augen der jungen Protagonisten gezeigt, weil diese das Vorhandene mit ihren Erfahrungen verknüpfen. Der Film zeigt einen Augenblick zwischen Krieg und Schweigen, Vergangenheit und Zukunft, Weggehen und Ankommen.

## Produktion

### Filmstab
Regie, Drehbuch und Schnitt sind von Mila Schluktenko und Daniel Asadi Faezi. Die Kameraführung lag in den Händen von Tobias Blickle, die Musik komponierten Anton Baibakov und Dewey Martino.

### Produktion und Förderungen
Produziert wurde der Film von Mila Schluktenko und Daniel Asadi Faezi, Produktionsfirma war die Daniel Asadi Faezi Filmproduktion.

### Dreharbeiten und Veröffentlichung
Der Film feierte am 20. Februar 2023 auf der Berlinale seine Weltpremiere in der Sektion Generation.

## Auszeichnungen und Nominierungen
- 2023: Internationale Filmfestspiele Berlin: Spezialpreis der Internationalen Jury für den Besten Kurzfilm in der Sektion Kplus (Berlinale)